# Sipan (Aragats)
Sipan es una localidad del raión de Aragats, en la provincia de Aragatsotn, Armenia, con una población censada en octubre de 2011 de 182 habitantes. 
Se encuentra ubicada al norte de la provincia, cerca de la frontera con las provincias de Lorri y Shirak.